# Fernando Martínez Laínez
Fernando Martínez Laínez (Barcelona, 1941) es un escritor, periodista y novelista español.

## Biografía
Nació en Barcelona, en 1941. Realizó estudios en la Universidad Complutense de Madrid donde se graduó como doctor en Ciencias de la Información. Durante su trayectoria laboral ha ejercido como redactor en jefe de la Agencia EFE en varios países, entre ellos, Gran Bretaña, Cuba, Unión Soviética y Argentina; en esta agencia estuvo por casi 20 años. También ha colaborado en varias revistas de divulgación científica como GEO, Tiempo de historia, Diálogo Europeo, la revista Española de Defensa e Historia y Vida donde ha sido columnista, además de haber dirigido la publicación Villa de Madrid, y ejercer como redactor en varios diarios diarios y periódicos como ABC. Durante un tiempo trabajó como director de varios programas en la Radio Nacional de España y reportero y guionista en la Corporación de Radio y Televisión Española, donde cubrió temas relacionados con política internacional, de sucesos y literarios.
Se le considera un escritor dinámico. Ha escrito sobre historia, la crónica social, investigación y viajes, narrativa, autor de libros de entrevistas y biografías, entre otros temas, aunque se especializa en la novela policíaca en el que se adentró a finales de la década de 1970. Además ha contribuido con la divulgación histórica del Siglo de Oro y el Mundo de los Tercios. En 1982 estuvo nominado al Premio Planeta por su novela Destruyan a Anderson, trabajó que se basó en «la narración de diversos atentados terroristas en Madrid, en conexión con diversas redes de los servicios secretos de distintos países». En 2001 obtuvo el premio Grandes Viajeros con su novela Tras los pasos de Drácula, por su «temática original y la actualidad del escenario en que se desarrolla»; Martínez Laínez se trasladó a Rumania donde recopiló información para esta novela.
Martínez Laínez es miembro y asociado de honor de la Asociación de la Prensa de Madrid, y miembro de la Asociación Internacional de Escritores Policíacos. Forma parte de la primera generación de escritores de la novela de crímenes en España.

## Obras
Algunas obras de Fernando Martínez Laínez:
- 2022: Luna de Cuervos
- 2021: Espías del Imperio
- 2018: Las Lanzas
- 2016: Fernando el Católico. Crónica de un reinado
- 2015: El Náufrago de la Gran Armada
- 2010: Los libros de plomo
- 2007: Una pica en Flandes
- 2005: El rey del Maestrazgo
- 2005: El enigma de la Gioconda
- 2004: Escritores espías
- 2003: Embajada a Samarcanda.[12]
- 2001: Tras los pasos de Drácula

## Premios y nominaciones
Premios y nominaciones obtenidos por Martínez Laínez:
- 2019: Premio Letras del Mediterráneo, El canto de la pardala.[13]
- 2007: Premio Algaba, Como lobos hambrientos.
- 2001: Premio Grandes Viajeros, Tras los pasos de Drácula.
- 1995: Premio Rodolfo Walsh, Sin piedad.
- 1992: Premio Rodolfo Walsh, Candelas. Crónica de un bandido.
- 1991: Nominado al Premio Café Gijón.
- 1982: Nominado al Premio Planeta, Destruyan a Anderson.